# II/2 Dywizjon Liniowy
II dywizjon liniowy 2 pułku lotniczego (II/2 dlin) – pododdział lotnictwa Wojska Polskiego w II Rzeczypospolitej.

## Formowanie i zmiany organizacyjne
Dywizjon sformowany został w IV kwartale 1934, w garnizonie Kraków, na lotnisku Rakowice, w składzie 2 pułku lotniczego. Dowódcą pododdziału został mjr dypl. obs. Felicjan Sterba. Dywizjon posiadał organizację mieszaną (jedna eskadra liniowa i jedna eskadra towarzysząca).
Organizacja jednostki w latach 1934–1937:
- Dowództwo II/2 dywizjonu liniowego
- 24 eskadra liniowa
- 26 eskadra towarzysząca

Jesienią 1937 jednostka przemianowana została na II dywizjon towarzyszący pod dowództwem kpt. obs. Stanisława Hermanowskiego. 24 eskadra liniowa wcielona została do I/2 dywizjonu, a jej miejsce zajęły dwie nowo powstałe eskadry towarzyszące.
Organizacja jednostki w latach 1937–1939:
- Dowództwo II/2 dywizjonu towarzyszącego
- 23 eskadra towarzysząca
- 26 eskadra towarzysząca
- 29 eskadra towarzysząca

W sierpniu 1939, w czasie mobilizacji alarmowej, dowództwo dywizjonu i 29 eskadra towarzysząca zostały rozformowane, a dwie pozostały eskadry podporządkowane dowódcy Lotnictwa i OPL Armii „Kraków", w składzie której wzięły udział w kampanii wrześniowej.